# Pésame

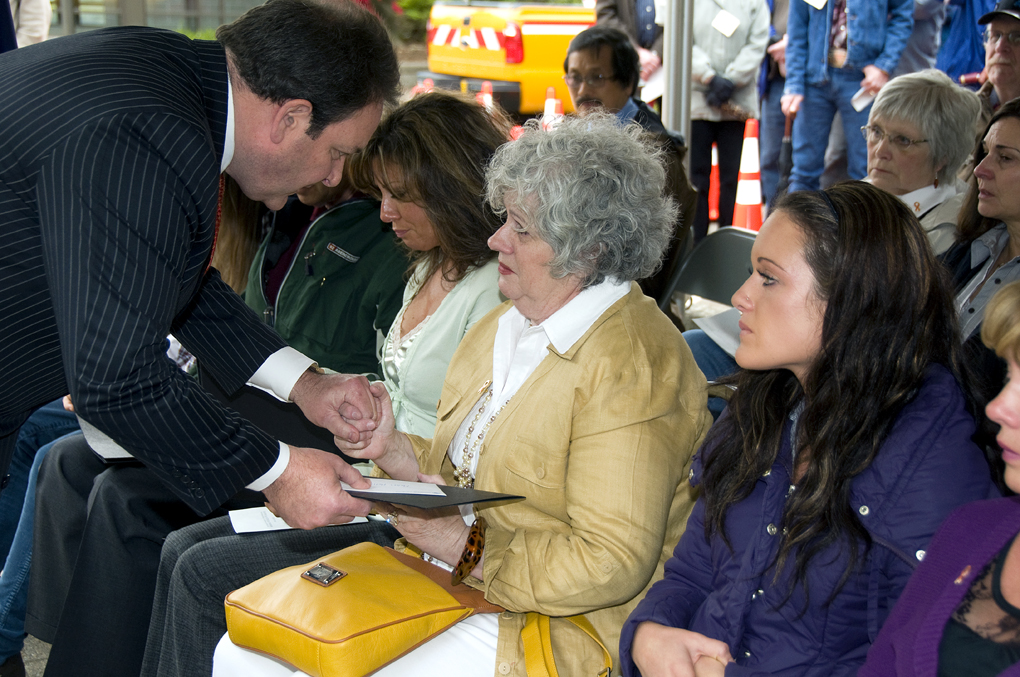
Pésame por una persona fallecida

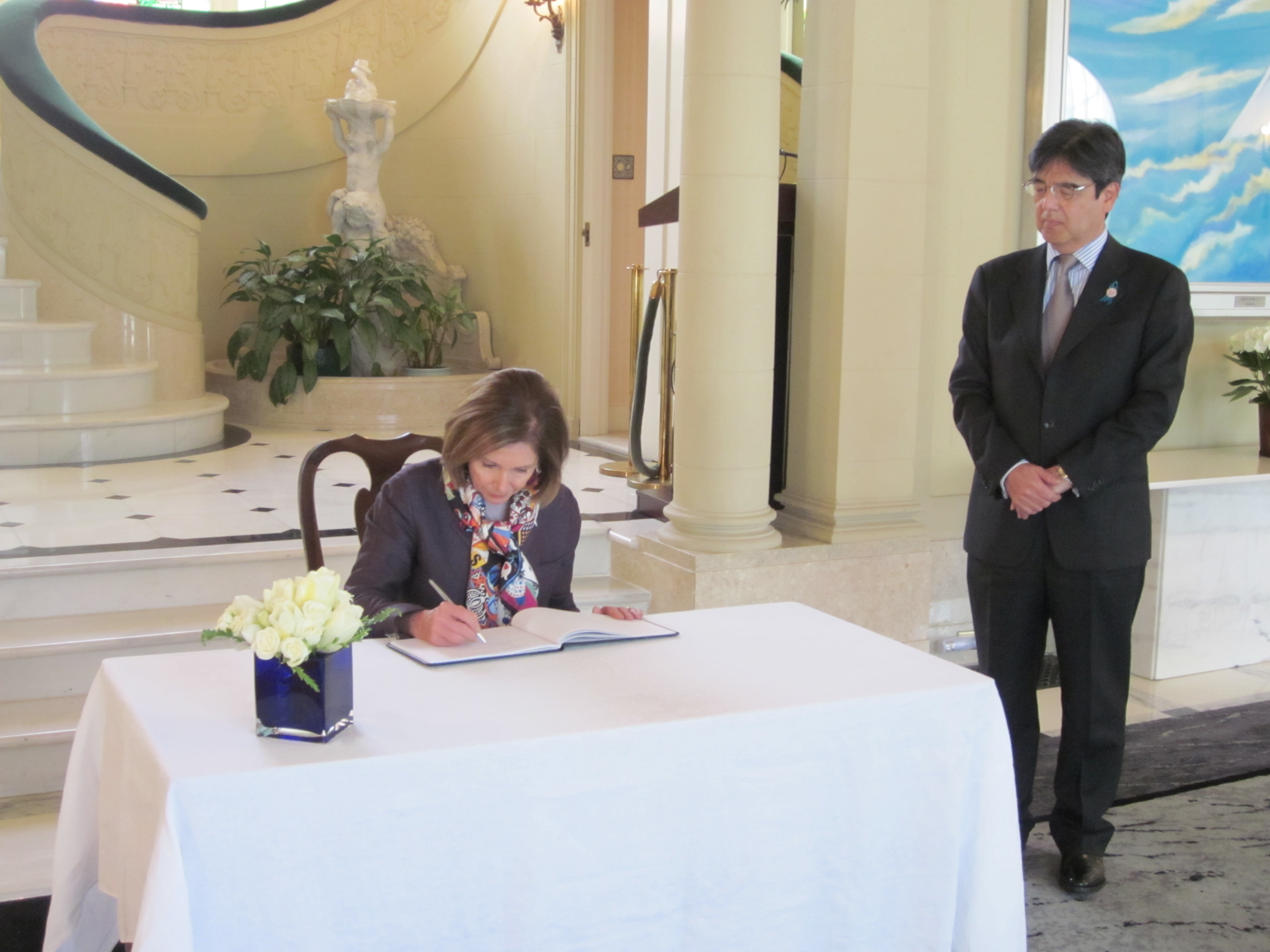
Firma en un libro de condolencias

Se llama pésame o condolencias a la expresión con que se manifiesta el sentimiento de pena o aflicción por el fallecimiento de una persona. Las condolencias y el pésame se da a los familiares más cercanos del fallecido, muy en particular al cónyuge, hermanos, padres e hijos.
Algunas fórmulas comunes para expresar condolencias son "Mi más sentido pésame", "Le acompaño en su dolor", "Siento la pérdida de ...", "Le acompaño en el sentimiento", "Mis más sentidas condolencias", etc.
Las formas más habituales de dar un pésame son:
- presencialmente, ya sea en el funeral del fallecido, en el velatorio, en una misa en su honor o en la casa de sus familiares;
- enviando una tarjeta o nota manuscrita;
- de forma telefónica o por correo electrónico;
- dejando una nota escrita en un libro de condolencias;
- enviar un mensaje instantáneo vía Internet en caso de estar lejos y no poder ejecutar ninguna de las anteriores.[cita requerida]
- publicar o anunciar una condolencia en el periódico o diario local expresando palabras de consuelo.[cita requerida]